# Galvanoplastia

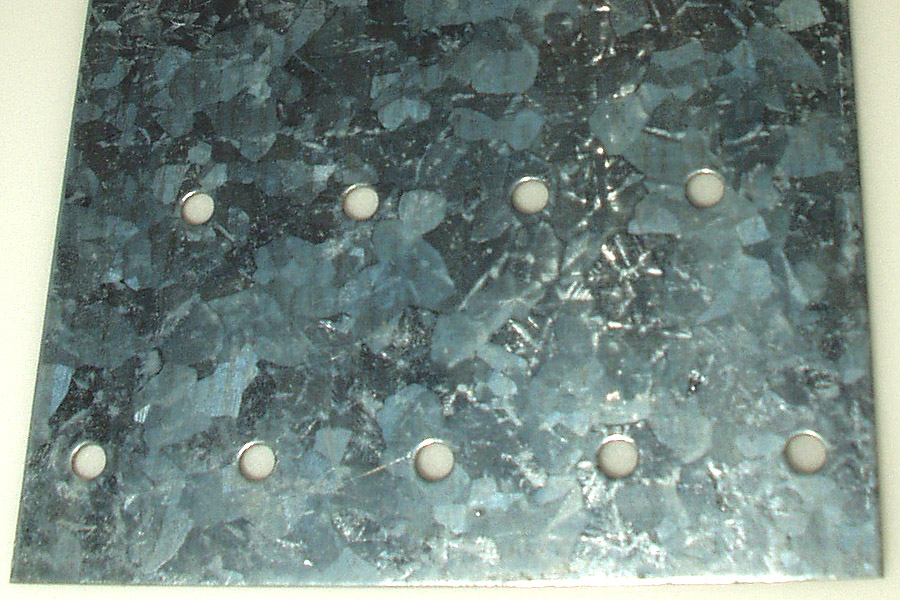
Superfície galvanizada

Galvanoplastia é um processo de blindagem onde os íons de metais em uma solução são levados a partir de um campo elétrico para revestir o eletrodo. O objeto a revestir é conectado ao polo negativo de uma fonte de energia, funcionando como cátodo no qual ocorrerá a redução do metal na forma de depósito superficial, enquanto o metal que sofre a oxidação deve ser ligado a um polo positivo, o ânodo.
No processo, as reações não são espontâneas. É necessário fornecer energia elétrica para que ocorra a deposição do metal a partir dos seus íons mediante fornecimento de elétrons (eletrólise). Trata-se, então, de uma eletrodeposição na qual uma corrente contínua é forçada a passar pelos eletrodos e pela solução, fazendo com que o metal que dá o revestimento seja ligado ao polo positivo para promover sua oxidação, repondo na solução os cátions do metal eletrodepositado no objeto condutor ligado ao polo negativo.

## Utilidade
- Proteção contra corrosão;
- Melhora na condutividade;
- Auxílio na soldagem;
- Estética (aparência);
- Aglutinação de partículas não condutoras de eletricidade;
- Diminuição de atrito;
- Aumento da dureza superficial;
- Resistência à temperatura;

## Galvanização
A galvanização ou eletroformação é todo processo de galvanoplastia em que metais são revestidos por outros mais nobres, geralmente para proteger da corrosão ou para fins estéticos/decorativos, assim, caso ocorra danificação, será sempre mais fácil trocar o material revestidor do que o revestido. [carece de fontes]

### Douração
Ao banhar de ouro um anel feito de alumínio:
1 - o anel será o cátodo ligado ao polo negativo da pilha enquanto no polo positivo (ânodo) deverá haver uma lâmina de ouro.
Esses eletrodos podem estar mergulhados numa solução aquosa de um sal de ouro, por exemplo, o Nitrato de ouro (III) [[[Au]](NO3)3]. Como há a lâmina, não é necessária uma concentração muito elevada.
- Polo negativo (cátodo): Au3++ 3 e- → Au - semi-reação: Redução
- Polo positivo (ânodo): Au → Au3+ + 3 e- - semi-reação no ânodo: Oxidação

2 - Também pode ser usado um elétrodo inerte (platina, por exemplo) no ânodo, o anel de alumínio no cátodo e uma solução aquosa de Au(NO3)3. Nesse caso, a deposição de ouro sobre o anel não se origina no ânodo, mas sim da própria solução que precisa ser de alta concentração ou reposta periodicamente:
- Pólo negativo (cátodo): Au3+ + 3 e- → Au - semi-reação: Redução
- Pólo positivo (ânodo): H2O → 2 H+ + ½ O2 + 2 e- - semi-reação: Oxidação

### Cromagem
Ao cromar um para-choque de ferro de um carro:
O para-choque será o cátodo ligado ao polo negativo da pilha enquanto no polo positivo (ânodo) deverá haver uma barra de cromo ou um elétrodo inerte.
Esses eletrodos devem estar mergulhados numa solução aquosa de um sal de cromo (Cr3+) (de concentração alta, no caso do elétrodo inerte) em meio ácido.
Industrialmente, o processo de Cromagem de para-choques de automóveis é feito em três etapas que garantem a aderência do Cromo, reduzindo o desgaste:
1. Cobreação;
2. Niquelagem;
3. Cromagem;

- Polo negativo (cátodo): Cr3+ + 3 e- → Cr - semi-reação: Redução
- Polo positivo (ânodo): H2O → 2 H+ + ½ O2 + 2 e- - semi-reação: Oxidação

### Prateação
Ao banhar de prata um anel feito de alumínio:
1 - O anel será o cátodo ligado ao pólo negativo da bateria enquanto que no pólo positivo (ânodo) deverá haver uma lâmina de prata.
Esses eletrodos podem estar mergulhados numa solução aquosa de um sal de prata, preferencialmente de concentração alta.
- Polo negativo (cátodo): Ag++ e- → Ag - semi-reação: Redução
- Polo positivo (ânodo): Ag → Ag+ + e- - semi-reação no ânodo: Oxidação

### Zincagem
A Zincagem (Dutra 2015) é o processo mais antigo e mais utilizado na proteção de objetos feitos de ferro ou de aço. O processo pode ser  feito por eletrodeposição, tal como utilizado para outros metais, ou, alternativamente, sem a passagem de corrente elétrica externa, por simples imersão em zinco fundido. Isto porque o zinco possui uma temperatura de fusão relativamente baixa, de aproximadamente 419 °C e, por isso, a solução (substrato) deve estar a uma temperatura entre 430 e 460 °C, acelerando a reação entre ferro e zinco. Esse processo popularmente conhecido como galvanização a fogo ou galvanização a quente foi descoberto pelo químico francês Melouin em 1741 e patenteado pelo engenheiro Sorel em 1837.
A galvanização a quente consiste em 4 etapas:
1. amarração, onde o ferro é amarrado com arames e pendurado numa estrutura suspensa numa ponte móvel;
2. decapagem, onde o ferro é imerso em desengordurante, ácido para decapar e fluxo para preparar o ferro para absorver o zinco;
3. forno, onde o ferro é imerso numa mistura de metais líquidos - majoritariamente zinco;
4. expedição, onde são cortados os arames das peças galvanizadas, retocadas as eventuais falhas e preparados os lotes para o cliente carregar.